# صفت اشاره
صفت اشاره
یکی از انواع وابسته‌های پیشین است که قبل از اسم (هسته) می‌آید.
(این، آن، همین، همان) این کلمه‌ها هرگاه در جمله قبل از اسم بیایند و به اسم بعد از خود وابسته باشند، تشکیل گروه اسمی می‌دهند که در یک گروه اسمی، اسم به عنوان هسته و صفت اشاره، وابستهٔ پیشین اسم است.
البته گاهی اوقات همان  و همین می تواند به عنوان صفت مبهم به کار برود.
باید توجه داشته باشیم رسم نمودار پیکانی این گروه اسمی همیشه وابسته از زیر به صورت پیکانی منحنی به زیر هسته که زیر وابستهٔ پیشین و پسین خط کشیده شده وصل می‌شود. مانند:
آن متصل به کارگر شده و وابسته و نوع آن و هسته را مشخص می‌کنیم. و بقیه هم همین‌طور.